# David Zobel
David Zobel (* 11. Juni 1996 in Starnberg) ist ein deutscher Biathlet. Er gewann 2016 und 2017 vier Medaillen bei Juniorenweltmeisterschaften und debütierte 2021 im Weltcup, wo er 2022 erstmals in einem Einzelrennen das Podest erreichte.

## Karriere

### Anfänge und Erfolge im Juniorenbereich (bis 2017)
David Zobel wuchs im oberbayerischen Murnau am Staffelsee auf. Er begann im Alter von acht Jahren mit der Leichtathletik im Verein. Angeregt von Michael Greis’ Erfolgen bei den Olympischen Winterspielen 2006 absolvierte er ein Biathlon-Schnuppertraining in Eschenlohe. Mit 15 Jahren kam er zum Stützpunkt Mittenwald ins Training von Bernhard Kröll, der in den 2000er- und 2010er-Jahren auch mit Magdalena Neuner und Laura Dahlmeier zusammenarbeitete und Zobel über einen Zeitraum von acht Jahren betreute.
Zobel entschied 2014 die Gesamtwertung im Deutschlandpokal für sich und legte im gleichen Jahr in Murnau das Abitur ab. In der Folge schloss er sich dem Zoll Ski Team der Bundeszollverwaltung an. Bei den Juniorenweltmeisterschaften im Januar 2016 im rumänischen Cheile Grădiștei gewann er die Bronzemedaille im Sprint sowie mit Marco Groß, Lars-Erik-Weick und Dominic Reiter die Silbermedaille in der Staffel. Einen Monat später erhielt er zwei Einsätze bei den Europameisterschaften der Erwachsenen in Tjumen, wo er die Positionen 39 und 29 in Sprint und Verfolgung erreichte. Am Saisonende wurde er auf der Pokljuka nach einem dritten Platz im Sprint Junioreneuropameister in der Verfolgung vor dem Franzosen Émilien Jacquelin. In seinem letzten Jahr als Junior holte Zobel bei der Junioren-WM 2017 in Osrblie zwei weitere Medaillen: Silber im 15-Kilometer-Einzelrennen sowie Bronze in der Staffel mit Justus Strelow, Danilo Riethmüller und Dominic Schmuck. In der Gesamtwertung des IBU-Junior-Cups 2016/17 belegte Zobel Rang drei. Am Saisonende bestritt er in Kontiolahti und Otepää seine ersten Rennen im IBU-Cup der Erwachsenen. In Otepää siegte er dabei als Schlussläufer mit der Mixed-Staffel.

### Aufstieg über den IBU-Cup in den Weltcup (2017 bis 2021)
Zobel wurde 2017 mit 20 Jahren in die Lehrgangsgruppe 1a des Deutschen Skiverbandes aufgenommen und trainierte mit den Spitzenathleten Erik Lesser, Arnd Peiffer und Simon Schempp. In einem späteren Interview bezeichnete Zobel seinen Aufstieg in die erste Reihe als zu früh: Er habe sich in dieser Zeit „am oberen Limit“ und mental überfordert gefühlt, wodurch seine Schießleistung nachgelassen habe. Zwischen 2016 und 2018 hatte er Probleme mit einer Achillessehnenreizung, die er mit gezieltem Muskelaufbau und einem Schuhwechsel löste. 2019 wurde Zobel in die Lehrgangsgruppe 1b zurückgestuft. Er wechselte im gleichen Jahr vom Stützpunkt Mittenwald zum Olympiastützpunkt in Oberhof. Nach seiner Aussage trug der Stützpunktwechsel insbesondere dazu bei, dass er sein Schießen wieder verbesserte.
Über den Großteil der Saisons von 2017 bis 2021 lief Zobel im IBU-Cup, der zweithöchsten Wettkampfserie im internationalen Biathlon. Dort erreichte er inkonstante Resultate: Seinen ersten Einzelsieg feierte er im März 2019 in Otepää in einem Sprintrennen, nachdem er zuvor bei den Europameisterschaften in Minsk-Raubitschy kein Ergebnis unter den ersten 60 erreicht hatte. Im Februar 2021 stand er bei einem deutschen Doppelsieg hinter Philipp Nawrath als Zweiter des Sprints in Brezno-Orsblie erneut auf dem Podest. Einen Monat später wurde er beim Saisonfinale in Östersund zum ersten Mal für den Weltcup nominiert und gewann in der Verfolgung als 32. seine ersten Weltcuppunkte.

### Podiumsergebnisse im Weltcup (seit 2022)
Zu Beginn der Saison 2021/22 startete Zobel zunächst wieder im IBU-Cup, wo er in Obertilliach ein 20-Kilometer-Einzelrennen gewann. Nach dem Jahreswechsel erhielt er Einsätze bei den Weltcuprennen in Ruhpolding sowie in Antholz. In Ruhpolding erreichte Zobel Platz zehn in der Verfolgung, bei der Staffel in Antholz lief er gemeinsam mit Roman Rees, Philipp Horn und Lucas Fratzscher als Dritter auf das Podest. Der deutsche Bundestrainer Mark Kirchner nominierte ihn als Ersatzmann für die Olympischen Winterspiele 2022 in Peking, bei denen er nicht eingesetzt wurde. Zum Saisonende platzierte er sich am Osloer Holmenkollen in drei Wettkämpfen unter den ersten Elf. Bei der Lehrgangs- und Kadereinteilung im Mai 2022 ordnete ihn der Deutsche Skiverband wieder dem Perspektivkader in der achtköpfigen Lehrgangsgruppe 1a zu.
Im Winter 2022/23 gehörte Zobel erstmals durchgängig zum deutschen Weltcupteam. Beim Saisonauftakt in Kontiolahti blieb er im 20-Kilometer-Einzelrennen ohne Schießfehler und wurde Dritter hinter Martin Ponsiluoma und Niklas Hartweg. Im weiteren Saisonverlauf lief Zobel mit der deutschen Staffel zweimal auf das Podest und beendete den Winter in der Weltcup-Gesamtwertung als viertbester Deutscher – nach Benedikt Doll, Roman Rees und Justus Strelow – auf dem 24. Rang. 2023/24 zeigte Zobel verbesserte Leistungen im Laufen und stand im ersten Saisondrittel zweimal mit der Männerstaffel auf dem Weltcup-Podium, während sein bestes Einzelergebnis ein siebter Rang beim Massenstart in der Lenzerheide war. Weil andere deutsche Athleten aber bessere Resultate erzielten, verlor Zobel ab Januar 2024 seinen Platz im Weltcupteam und erhielt keine Nominierung für die Weltmeisterschaften. Stattdessen trat er wieder im IBU-Cup an, wo er mehrere Top-Ten-Ergebnisse erzielte. Im Winter 2024/25 wechselte Zobel mehrmals zwischen Weltcup und IBU-Cup. Im IBU-Cup gewann er im Februar 2025 den Sprint in Ridnaun und wurde danach als zweiter Ersatzmann für die Weltmeisterschaften nominiert, wo er seinen einzigen Einsatz im Einzelrennen auf Rang 28 beendete.

## Statistik

### Weltcupplatzierungen
Die Tabelle zeigt alle Platzierungen (je nach Austragungsjahr einschließlich Olympische Spiele und Weltmeisterschaften).
- 1.–3. Platz: Anzahl der Podiumsplatzierungen
- Top 10: Anzahl der Platzierungen unter den ersten zehn (einschließlich Podium)
- Punkteränge: Anzahl der Platzierungen innerhalb der Punkteränge (einschließlich Podium und Top 10)
- Starts: Anzahl gelaufener Rennen in der jeweiligen Disziplin
- Staffel: inklusive Mixed- und Single-Mixed-Staffeln

| Platzierung               | Einzel | Sprint | Verfolgung | Massenstart | Staffel | Gesamt |
| ------------------------- | ------ | ------ | ---------- | ----------- | ------- | ------ |
| 1. Platz                  |        |        |            |             |         |        |
| 2. Platz                  |        |        |            |             | 1       | 1      |
| 3. Platz                  | 1      |        |            |             | 4       | 5      |
| Top 10                    | 1      | 1      | 2          | 2           | 8       | 14     |
| Punkteränge               | 4      | 13     | 14         | 7           | 8       | 46     |
| Starts                    | 8      | 19     | 16         | 7           | 8       | 58     |
| Stand: Saisonende 2024/25 |        |        |            |             |         |        |

### Weltmeisterschaften
Ergebnisse bei Weltmeisterschaften:
| Weltmeisterschaft | Weltmeisterschaft | Einzelwettbewerbe | Einzelwettbewerbe | Einzelwettbewerbe | Einzelwettbewerbe | Staffelwettbewerbe | Staffelwettbewerbe | Staffelwettbewerbe |
| Jahr              | Ort               | Einzel            | Sprint            | Verfolgung        | Massenstart       | Herrenstaffel      | Mixedstaffel       | S.-M.-Staffel      |
| ----------------- | ----------------- | ----------------- | ----------------- | ----------------- | ----------------- | ------------------ | ------------------ | ------------------ |
| 2023              | Oberhof           | 73.               | 35.               | 41.               | –                 | –                  | –                  | –                  |
| 2025              | Lenzerheide       | 28.               | –                 | –                 | –                 | –                  | –                  | –                  |

### Europameisterschaften
Ergebnisse bei Biathlon-Europameisterschaften
| Europameisterschaft | Europameisterschaft | Sprint | Verfolgung | Einzel | Mixed-Staffel | Single-Mixed-Staffel |
| Jahr                | Ort                 | Sprint | Verfolgung | Einzel | Mixed-Staffel | Single-Mixed-Staffel |
| ------------------- | ------------------- | ------ | ---------- | ------ | ------------- | -------------------- |
| 2016                | Tjumen              | 39.    | 29.        | −      | −             | −                    |
| 2018                | Ridnaun             | 14.    | 13.        | 49.    | 7.            | −                    |
| 2019                | Minsk-Raubitschy    | 69.    | −          | 76.    | −             | −                    |
| 2024                | Brezno-Osrblie      | 37.    | 19.        | 20.    | 5.            | −                    |

### Juniorenweltmeisterschaften
Ergebnisse bei Biathlon-Weltmeisterschaften der Junioren
| Weltmeisterschaft | Weltmeisterschaft | Einzel | Sprint | Verfolgung | Staffel |
| Jahr              | Ort               | Einzel | Sprint | Verfolgung | Staffel |
| ----------------- | ----------------- | ------ | ------ | ---------- | ------- |
| 2016              | Cheile Grădiștei  | −      | 3.     | 13.        | 2.      |
| 2017              | Brezno-Osrblie    | 2.     | 5.     | 9.         | 3.      |

### Junioreneuropameisterschaften
Ergebnisse bei Biathlon-Europameisterschaften der Junioren
| Europameisterschaft | Europameisterschaft  | Einzel | Sprint | Verfolgung |
| Jahr                | Ort                  | Einzel | Sprint | Verfolgung |
| ------------------- | -------------------- | ------ | ------ | ---------- |
| 2016                | Pokljuka             | 8.     | 3.     | 1.         |
| 2017                | Nové Město na Moravě | 17.    | 4.     | 17.        |